# J-pop
J-pop är en kortform av japansk populärkultur och som betecknar japansk musik som har influenser från västvärlden. Uttrycket användes först av radiokanalen J-Wave för popmusik men innefattar numera flera genrer, till exempel rock, dance, rap, och soul (japansk rock kallas i allmänhet för J-Rock. De underkategorier som finns inom J-rocken är bland annat Visual Kei och J-metal).
Modern J-pop har sina rötter i 1960-talets musik, som The Beatles, och ersatte kayōkyoku, en term för japansk popmusik mellan 1920- och 80-talen) på den japanska musikscenen.

## Historia
J-popens historia kan spåras till tidig jazzmusik som introducerade instrument som tidigare endast användes i militärmarscher och dylikt till klubbar och barer. Efter andra världskriget tillförde de amerikanska soldater som var kvar där en rad nya musikstilar, bland andra Blues och Country.
J-popen har alltid försökt att efter följa den amerikanska musikindustrin, så 1956 började Rock ’n Roll-eran. Rocken var som störst 1959 då en film utgavs där flera stora japanska rockikoner deltog. Trots det föll den japanska Rock ’n Rollen ganska snart efter att den amerikanska hade dött ut. Flera artister försökte dock att rädda musiken genom att försöka kombinera rock ’n roll med traditionell japansk pop. Vissa av dem, till exempel Kyu Sakamoto lyckades, då han med sin Ue wo Muite Arukō, även kallad Sukiyaki, 1963 blev den förste japan som nådde förstaplatsen på amerikanska listor.
Under 1970- och i början av 1980-talet förändrades musiken från enkla gitarrackompanjemang till mer komplexa sound. Istället för samhällsrelaterade budskap började låtarna i större utsträckning handla om kärlek och dylikt. Detta kom att kallas New Music. Takuro Yoshida och Yosui Inoue var två nämnvärda artister inom denna genre.
På 1980-talet myntades City Pop som var en slags populärmusik som var inspirerad av storstadsteman. Speciellt Tokyo har inspirerat många av dessa sånger. Det är svårt att skilja City Pop och New Music åt och många av låtarna faller in i båda kategorierna. Wasei Pop blev snabbt ett uttryck som beskrev både City Pop och New Music. 
Under 1990-talet blev J-pop en gemensam term för det mesta av populärmusiken. Rockare som Eikichi Yazawa, en sångare som förblev populär efter decennier av stöd från fans föll han löst in i J-pop-kategorin tillsammans med flera andra mainstreamartister, till exempel Dance Queens och Hikaru Genji, som sökte framgångar i USA.
I takt med att intresset för Japan på senare år blivit större i utlandet har också intresset av J-pop och J-rock vuxit utanför Japans gränser. Mycket tack vare att J-pop-låtar oftast används till öppningssekvenser i populära animeserier som också dessa har blivit populära i utlandet. Intresset för både J-pop och J-rock har hittills inte varit stort hos svenska radiostationer. Inte heller har svensk TV börjat sända anime i någon större utsträckning.

## Band och musiker inom J-pop

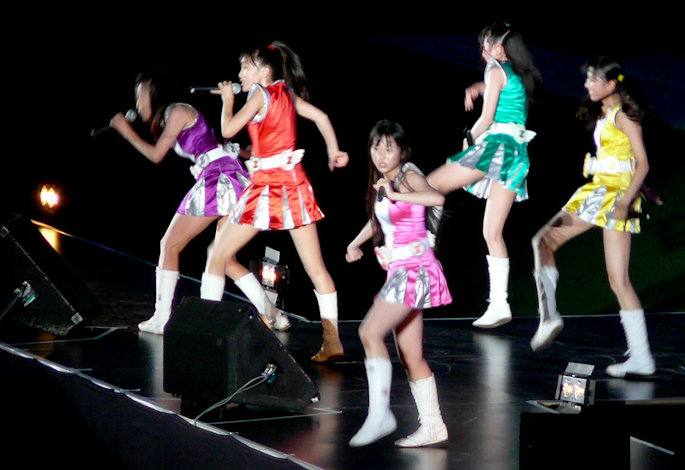
Momoiro Clover Z

Utanför Japan är Ayumi Hamasaki en av de mest kända inom genren. Andra kända namn inom genren är Momoiro Clover Z, Morning Musume, Glay, Speed, Gackt, Every Little Thing, Halcali, Orange Range, Hikaru Utada, Ai Otsuka, Kumi Koda med flera.
Johnny's Jimusho är den idolagentur som står bakom majoriteten av alla stora pop-pojkband och pojkidoler i Japan. Mycket av musiken som Johnny's Jimusho har hjälpt till att producera har varit stilbildande för J-popen i allmänhet. Företaget skapades av Johnny Kitagawa 1963, och står bakom stora namn som KinKi Kids, Arashi, News, KAT-TUN, V6, Tackey & Tsubasa, Ya-ya-yah och så vidare.
Stora inom genren J-rock är med flera L'Arc~en~Ciel, Asian Kung-Fu Generation, Dir en grey, High and Mighty Color, Janne da Arc, Plastic Tree, X-Japan, Thee Michelle Gun Elephant, Sex Machineguns, The Pillows, Kagerou, Beat Crusaders, Ellegarden, PIERROT, Uverworld och Sambomaster.